# Cascate Nardis
Le cascate Nardis sono delle cascate del Trentino situate nella Val di Genova nel Parco naturale provinciale dell'Adamello-Brenta, una valle laterale della Val Rendena.
Le cascate Nardis scendono dalla Presanella gettandosi nella valle a una quota di 921 m, con un salto di oltre 130 metri e con una pendenza tra i 55° e i 65°. Nei mesi invernali le cascate si ghiacciano completamente e divengono luogo per possibili arrampicate sul ghiaccio.

## Accesso

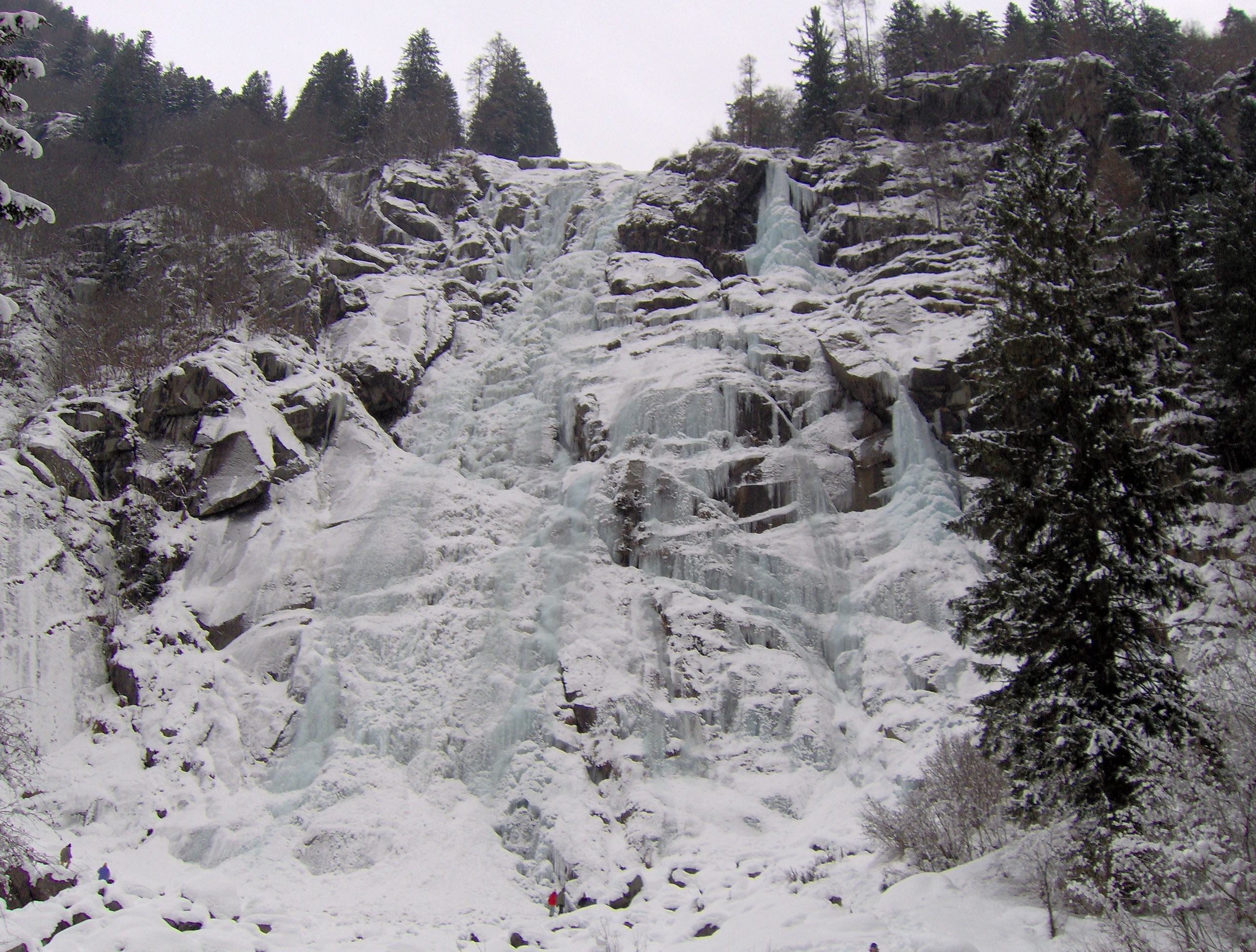
Le cascate Nardis in inverno.

Arrivati al paese di Carisolo tramite la Strada statale 239 di Campiglio ci si immette su una strada laterale che conduce nella Val Genova.
Dal parcheggio per le auto si raggiungono le cascate a piedi e in pochi minuti.